# Konjski potok, Kamniška Bistrica
Konjski potok je potok v Kamniško-Savinjskih Alpah. Izvira pod Malo Planino in teče po Konjski dolini. Kot levi pritok se izliva v reko Kamniška Bistrica.